# La Panthère rose (série télévisée d'animation)
Pour les articles homonymes, voir La Panthère rose (homonymie).
La Panthère rose (The Pink Panther Show) est une série télévisée d'animation américaine produite par la Mirisch Company et basée sur le personnage du générique du film homonyme de Blake Edwards sorti en 1963.
Les épisodes furent originellement produits entre 1969 et 1978 et diffusés pour la première fois aux États-Unis le 6 septembre 1969 sur NBC. La première diffusion française eut lieu en 1974 sur l'ORTF, puis connut une multitude de rediffusion.

## Historique

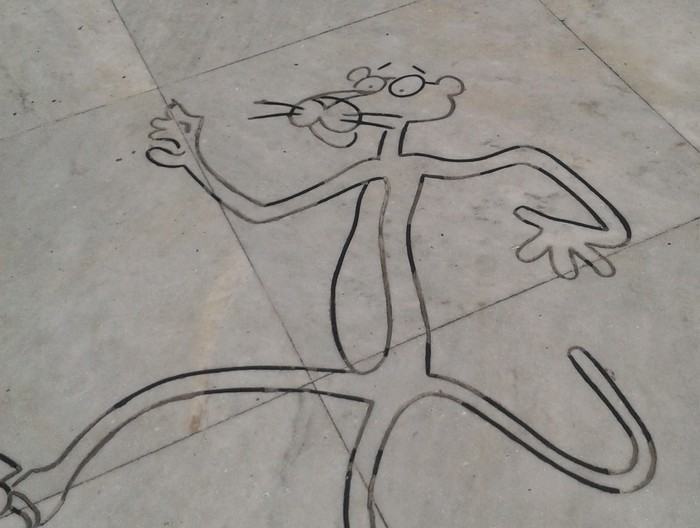
Gravure de la panthère rose sur la place de l'humour à Coruña en Espagne.

À l'origine, la « Panthère rose » désigne un bijou, objet de l'enquête de l'inspecteur parisien Jacques Clouseau mais il prend la forme au générique d'un félin rose animé par Friz Freleng. Le succès du film et de son thème musical, composé par Henry Mancini, sont tels qu'ils suscitent la mise en chantier d'un court métrage mettant en scène à part entière le personnage, La Vie en rose (The Pink Phink), qui remporte l'Oscar du meilleur court-métrage d'animation en 1965.
Tout en continuant à apparaître dans les génériques des films suivants, la Panthère rose est la vedette de 61 autres courts métrages sortis en salle entre 1964 et 1969. Les producteurs Mirisch et DePatie-Freleng décident alors de conquérir le petit écran en lançant le 6 septembre 1969 sur le réseau NBC un programme reprenant l'intégralité des courts métrages diffusés au cinéma.
Sous le titre générique La Panthère rose (The Pink Panther) sont en fait regroupées six sous-séries : 
- The Pink Panther Show (1969–1970)
- The Pink Panther Meets the Ant and the Aardvark (1970–1971)
- The New Pink Panther Show (1971–1974)
- The Pink Panther and Friends (1974–1976)
- The Pink Panther Laugh and a Half Hour and a Half Show (1976–1977)
- Think Pink Panther (1977–1978)

En septembre 1978, ABC, qui vient de racheter les droits de diffusion commande 32 nouveaux épisodes présentés dans The All New Pink Panther Show.
Trois autres séries seront produites spécialement pour la télévision : Pink Panther and Sons en 1984-1986, The Pink Panther en 1993-1996 et Pink Panther and Pals en 2010.
Au total, plus de 300 courts métrages (et quelques émissions spéciales) auront été produits sur près de cinquante ans.

## Diffusion française
En France, les courts-métrages ont été diffusés en salles à partir de 1965. Par la suite, la série fut diffusée en 1974 sur l'ORTF (hors émission), à partir de 1976 sur TF1 dans l'émission Les Rendez-vous du dimanche puis éparpillée entre 1978 et 1988 sur Antenne 2 dans l'émission Récré A2, mais aussi entre décembre 1987 et 1988 dans l'émission Marrons, pralines et chocolat. Elle fut également diffusée dans Graffitis 5-15 toujours sur Antenne 2 en 1988. En 1986 sur FR3, puis à partir du 25 février 1995 sur La Cinquième dans l'émission Pose ton cartable. Entre fin 2007 et 2009 sur France 3 dans les émissions Toowam, puis Ludo. De 2009 à 2011 sur Gulli dans l'émission GRRR !!!, mais aussi sur Boomerang entre 2003 et 2016 et enfin entre 1997 et 2003 sur Cartoon Network.

## Épisodes

### The Pink Panther Show(1969–1970)
32 épisodes. Diffusé du 6 septembre 1969 au 2 septembre 1978 sur NBC et d'une durée de 30 minutes, The Pink Panther Show présente deux courts métrages de la Panthère rose encadrant un des 34 courts métrages de L'Inspecteur, sortis en salles entre 1965 et 1969 et mettant en scène l'inspecteur Clouseau.
1. La Maison de la Panthère rose (The Pink Blueprint)[3] / La Panthère et le Moustique (The Pink Tail Fly)[4]
2. La Panthère rose cavalière (Pinto Pink)[5] / La Panthère au club de fitness (In the Pink)[5]
3. Jet Panthère (Jet Pink)[5] /  Des patins magiques (Tickled Pink)[6]
4. La Panthère à l'hôpital (The Pink Pill)[6] /  La Panthère au volant (Pink Pistons)[3]
5. Rose et réveillée (Rock-A-Bye Pinky)[3] /  Pantière à panthère (Sink Pink)[4]
6. Panthère préhistorique (Prehistoric Pink)[6] /  Plongez dans l'eau rose (Come on in! The Water's Pink)[6]
7. La Panthère désinsectise (Pink Pest Control)[7] /  Panthère à la chasse aux souris (Pink-A-Boo)[3]
8. Panique en rose (Pink Panic)[5] /  Le Pèse-personne (An Ounce of Pink)[4]
9. Un chantier mouvementé (Prefabricated Pink)[5] /  Un ciel rose-bleu (Sky Blue Pink)[6]
10. Composez le R pour rose (Dial 'P' for Pink)[4] /  La Panthère torero (Bully for Pink)[4]
11. La Panthère dans le désert (Pink Sphinx)[6] /  La Vie en rose (The Pink Phink)[8]
12. La Panthère rose balayeur (Pink of the Litter)[5] /  La Panthère rose bricole (Shocking Pink)[4]
13. Le Chevalier rose (Pink Valiant)[6] /  La Panthère magicienne (The Hand Is Pinker Than the Eye)[5]
14. La Panthère rose à la pêche (Reel Pink)[4] /  Un petit sourire (Smile Pretty, Say Pink)[3]
15. La Panthère rose à moteur (Put-Put Pink)[6] /  La Panthère en bûcheron (Pink is a Many Splintered Thing)[6]
16. La Panthère à l'âge de pierre (Extinct Pink)[7] /  Une panthère persévérante (The Pink Quarterback)[6]
17. Le Génie rose de la lampe (Genie with the Light Pink Fur)[3] /  Panthère rose au menu (Pinknic)[5]
18. La Panthère à l'armée (G.I. Pink)[6] /  Une panthère reconnaissante (Pinkadilly Circus)[6]
19. Un curieux porte-bonheur (Lucky Pink)[6] /  La Panthère cambrioleur (Pink in the Clink)
20. Panthère Bergère (Little Beaux Pink)[6] /  Le Complot (The Pink Package Plot)[6]
21. Panthère des bois (Pinkcome Tax)[6]
22. Les Pyjamas de la panthère rose (Pink Pajamas)[8] /  Le Diamant rose (Pink Ice)[4]
23. La Panthère et le Poivrot (Pickled Pink)[4] /  La Panthère, agent secret (Pinkfinger)[4]
24. Punch rose (Pink Punch)[3] /  Les Vitamines roses (Vitamin Pink)[3]
25. Rose, Ruse, Rage (Pink, Plunk, Plink)[3] /  La Panthère rose fait le spectacle ! (Pink Outs)[5]
26. Le paradis est rose (Pink Paradise)[5] /  Panthère paternelle (Congratulations! It's Pink)[5]
27. La Panthère psychédélique (Psychedelic Pink)[6] /  Des fleurs pour la panthère (Pink Posies)[5]
28. Super Panthère (Super Pink)[3] /  La Panthère dans les étoiles (Twinkle, Twinkle, Little Pink)[6]
29. Chien dangereux (Slink Pink)[7] /  La Panthère chez Cendrillon (Pink-A-Rella)[7]
30. Dans le rose de la nuit (In the Pink of the Night)[7] /  Regardez avant de traverser ! (Think before you Pink)[7]
31. Panzer Rose (Pink Panzer)[4] /  La Panthère défend son territoire (Pink on the Cob)[7]
32. Panthère et Gardien (We Give Pink Stamps)[4]

### The Pink Panther Meets the Ant and the Aardvark(1970–1971)
Même principe que pour The Pink Panther Show, le court métrage de The Inspector étant remplacé par les nouvelles créations de DePatie-Freleng, Tamanoir et Fourmi rouge (The Ant and the Aardvark).

### The New Pink Panther Show(1971–1974)
17 épisodes. Même principe que The Pink Panther Meets the Ant and the Aardvark mais seuls huit courts métrages inédits de la Panthère rose, les autres étant repris de The Pink Panther Show.
1. Une mouche exaspérante (A Fly in the Pink)[9]
2. La Panthère rose au restaurant (Pink Blue Plate)[9]
3. Le Tuba rose (Pink Tuba-Dore)[9]
4. Le Journal de la Panthère rose (Pink-In)[9]
5. Psst Panthère (PSST Pink)[9]
6. La Panthère et le Gong (Gong With the Pink)[9]
7. La Panthère au pôle Nord (Pink Pranks)[9]
8. La Panthère a des puces (The Pink Flea)[9]

### The Pink Panther and Friends(1974–1976)
17 épisodes. Même principe que The New Pink Panther Show, l'épisode s'ouvrant par un court métrage inédit de la Panthère rose, les autres étant repris des saisons précédentes.
1. Panthère et Poissons (Salmon Pink)[10]
2. La Panthère fait du ski (Pink Streaker)[10]
3. La Panthère contre Dracula (Pink Plasma)[10]
4. La Vengeance de la Panthère rose (Pink Campaign)[10]
5. Une panthère bien charmeuse (Pink Piper)[11]
6. La Panthère, prof d'aviation (Bobolink Pink)[10]
7. Panthère et Chasseurs (Trail of the Lonesome Pink)[12]
8. Le Passager clandestin (Pink Aye)[12]
9. Gardez nos forêts roses (Keep our Forests Pink)[10]
10. Panthère de Vinci (Pink Da Vinci)[10]
11. Panthère cherche sommeil (Forty Pink Winks)[10]
12. Panthère Sherlock (Sherlock Pink)[11]
13. Une faim de panthère (Therapeutic Pink)[13]
14. L'Éléphant rose (Pink Elephant)[10]
15. Le Vison rose (It's Pink, but is it Mink)[10]
16. Le Mouron rouge (The Scarlet Pinkernel)[10]
17. Magie en rose (Mystic Pink)[11]

5 autres courts métrages produits à la même époque sont demeurés inédits, mais The Pink of Arabee, Pinky Doodle et Rocky Pink seront réédités dans la série The All New Pink Panther Show sous le nom de The Pink of Bagdad, Yankee Doodle Pink et Pet Pink Pebbles avec des scènes en plus, une nouvelle bande-son et le nouveau générique de la série.
1. Une balle insaisissable (Pink 8 Ball)[14]
2. La Panthère d'Arabie (The Pink of Arabee)[11]
3. La Panthère prof de sport (The Pink Pro)[11]
4. La Panthère en Amérique (Pinky Doodle)[11]
5. La Panthère et la pierre (Rocky Pink)[11]

### The Pink Panther Laugh and a Half Hour and a Half Show(1976–1977)
D'une durée de 90 minutes, cette série introduit deux nouvelles productions des studios DePatie-Freleng, Tijuana Toads et Misterjaw, complétées par d'anciens épisodes de la Panthère rose, L'Inspecteur et Tamanoir et fourmi rouge.

### Think Pink Panther(1977–1978)
D'une durée de 30 minutes, la série reprend d'anciens épisodes des différentes productions DePatie-Freleng. Elle s'arrête le 2 septembre 1978.

### The All New Pink Panther Show(1978)
16 épisodes. À la suite du rachat des droits de diffusion, ABC commande 32 nouveaux épisodes, encadrant une nouvelle série : Crazylegs Crane. La nouvelle série est diffusée du 9 septembre 1978 au 23 décembre 1978.
1. Tarzan Panthère (Pink Bananas) / Rose et gigantesque (Pink Tails for Two)
2. La Salle de jeux (Pink Arcade) / Panthère et Mouche (Pink S.W.A.T)
3. La Panthère rose fait sa lessive (Pink Suds) / L'Aimant (Pink Pull)
4. La Panthère matador (Toro Pink) / La Panthère rose aux bois (Pink in the Woods)
5. Panthère et Bulldog (Spark Plug Pink) / Le Petit Déjeuner de la Panthère (Pink Breakfast)
6. Panthère en voiture (Pink Lightning) / Panthère en haute mer (Pink in the Drink)
7. Docteur Panthère (Doctor Pink) / La Panthère photographe (Pink Pictures)
8. La Panthère au supermarché (Supermarket Pink) / Un curieux fil (String Along in Pink)
9. Une dangereuse maison (Pink Lemonade) / La Trompette de la Panthère rose (Pink Trumpet)
10. La Panthère rose au régime (Dietetic Pink) / Pluie et Panthère (Sprinkle me Pink)
11. La Panthère devient papa (Pink Daddy) / La Panthère et le Haricot (Cat and the Pinkstalk)
12. Panthère amie des canards (Pink Quackers) / Panthère à la pelle (Pink and Shovel)
13. Yankee Doodle en rose (Yankee Doodle Pink) / Panthérologue (Pinkologist)
14. Un drôle de chien (Pet Pink Pebbles) / La Panthère de Bagdad (The Pink of Bagdad)
15. Panthère reporter (Pink Press) / L'Ovni (Pink U.F.O.)
16. Rose et sans repos (Pink Z-Z-Z) / La Panthère dans l'univers (Star Pink)

## Autres séries
Après quelques années d'interruption, trois nouvelles séries ont été produites spécialement pour la télévision :
- La Panthère rose et fils (Pink Panther and Sons, 1984-1986) - 26 épisodes. Mirisch-DePatie-Freleng s'associent pour l'occasion avec Hanna-Barbera Productions. La Panthère rose y est affublée de trois fils.
- La Nouvelle Panthère rose (The Pink Panther, 1993-1996)[15] - 121 épisodes. Mirisch-DePatie-Freleng s'associent avec Metro-Goldwyn-Mayer Animation. La Panthère rose parle pour la première fois.
- La Panthère rose et ses amis (Pink Panther and Pals, 2010) - 30 épisodes. La série est annulée au bout d'une saison.